# Christian Seeber
Christian Seeber   (Weida, 10 de juny de 1846 - Weimar, 1883), nom complet Christian Friedrich Seeber, fou un violoncel·lista i inventor alemany.
Fou un notable músic en el seu instrument, i durant alguns anys fou membre de l'orquestra reial de Weimar. La seva principal notorietat se li deu en haver inventat el guiadits que porta el seu nom (Seebers Fingerbildner, literalment "escultor de dits") i que presenta sobre els seus nombrosos similars l'avantatge de deixar la mà lliure, en impedir que les falanges del pianista es repleguessin en atacar la nota.